# Apeadeiro de Chapa
O Apeadeiro de Chapa é uma interface encerrada da Linha do Tâmega, que servia a localidade de Chapa, no concelho de Amarante, em Portugal.

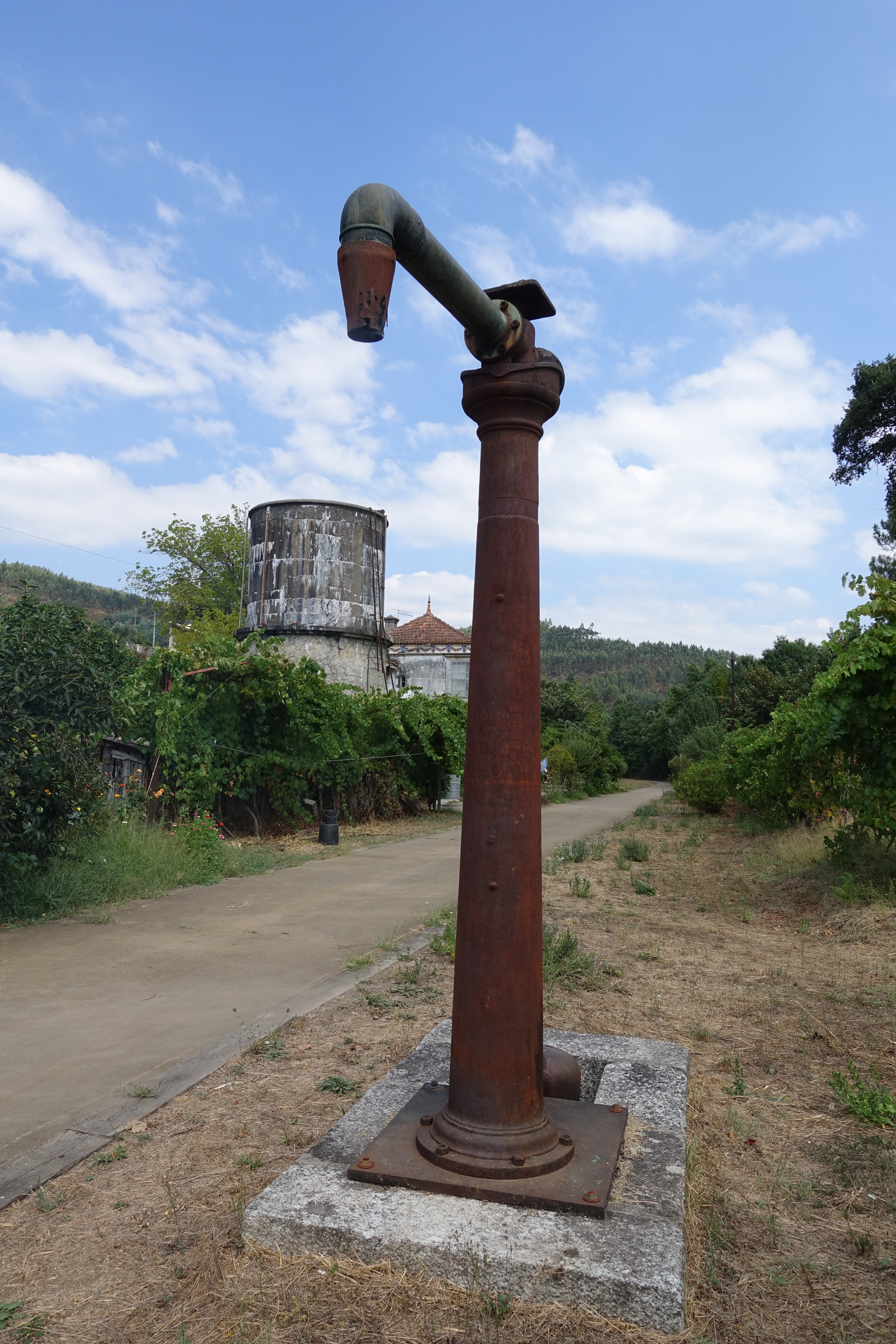
Antiga toma de água de Chapa

## História

### Construção e inauguração
Esta interface foi inaugurada, como terminal provisório da Linha do Vale do Tâmega, em 22 de Novembro de 1926. Foi construída pela Administração dos Caminhos de Ferro do Estado.

### Ligação a Celorico de Basto
Em 1927, a Companhia dos Caminhos de Ferro Portugueses assumiu a gestão das linhas do estado, tendo subarrendado a Linha do Tâmega à Companhia dos Caminhos de Ferro do Norte de Portugal.
Em Outubro de 1929, começaram as obras para o lanço seguinte desta linha, entre Amarante e Celorico de Basto, que foi inaugurado em 20 de Março de 1932. O transporte dos convidados para a cerimónia de inauguração foi assegurado por dois comboios especiais, um desde Porto-São Bento até Livração, e outro desde aquela estação até Celorico de Basto. A comitiva parou na estação de Chapa, onde os convidados foram recebidos por várias entidades oficiais, tendo-se procedido ao tradicional corte da fita, e depois o comboio prosseguiu até Celorico de Basto. O edifício desta estação foi construído no estilo tradicional português.
Após a inauguração até Celorico de Basto, esta estação ficou habilitada para prestar serviços completos, de forma interna ou combinação com outras empresas, nos regimes de pequena e grande velocidades.

### Década de 1940
Num diploma publicado no Diário do Governo n.º 134, II Série, de 11 de Junho de 1948, esta interface já surgiu com a categoria de apeadeiro.
Em 1947, a Companhia do Norte foi integrada na Companhia dos Caminhos de Ferro Portugueses, voltando a Linha do Tâmega à exploração directa daquela empresa.

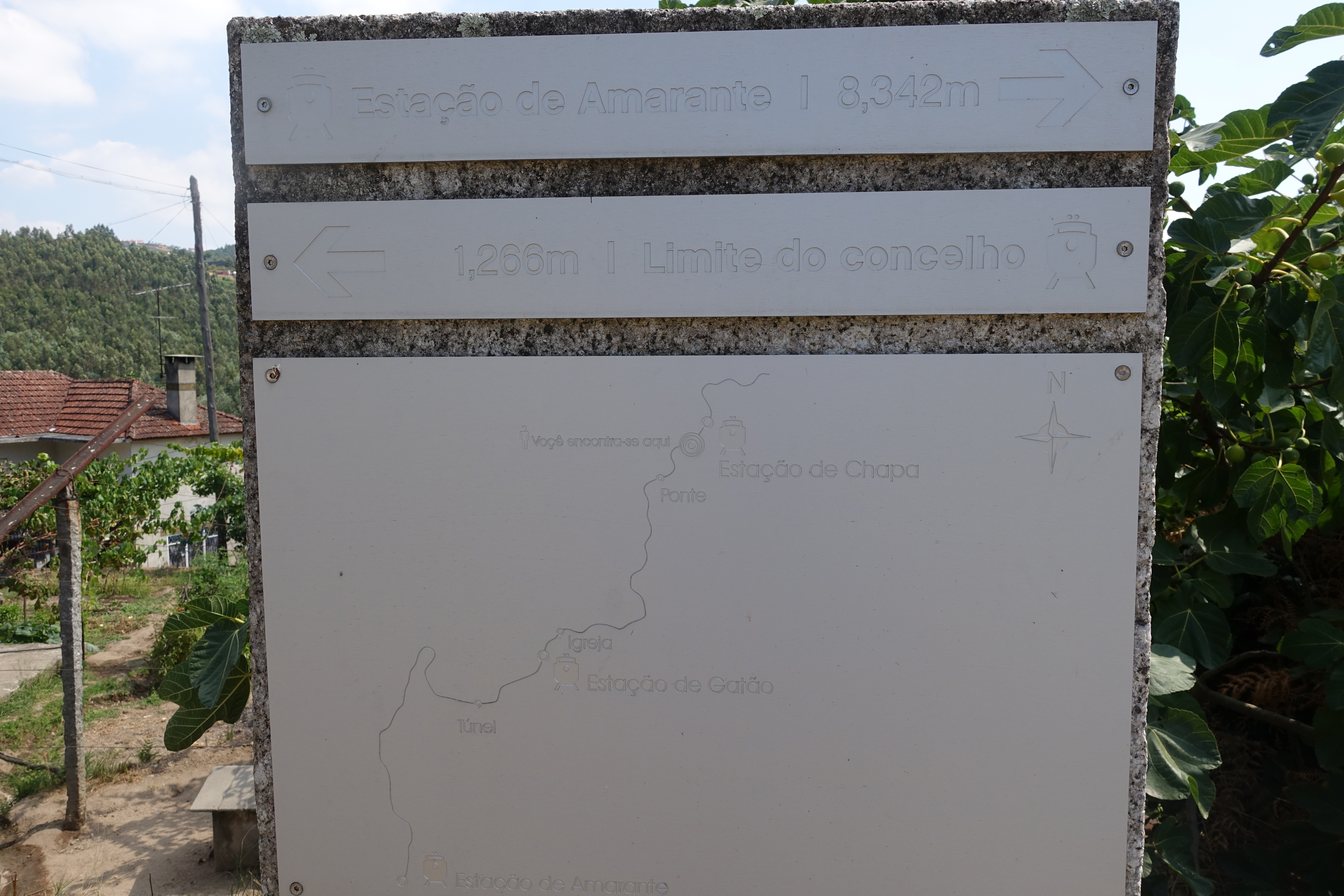
Mapa da Ecopista do Tâmega, na estação de Chapa

### Encerramento
O lanço entre Arco de Baúlhe e Amarante foi encerrado pela empresa Caminhos de Ferro Portugueses em 2 de Janeiro de 1990, devido ao reduzido movimento. O antigo canal ferroviário foi aproveitado para uma ecopista, que foi inaugurada em 30 de Abril de 2011.